# 查干诺尔庙
查干诺尔庙，位于中国内蒙古自治区呼伦贝尔市新巴尔虎右旗，是一座藏传佛教格鲁派寺院。

## 简介
新巴尔虎右旗的镶红旗旗庙，建于嘉庆二十年（1815年），位于阿拉坦额莫勒镇西南40公里，原来的杭乌拉苏木（后已撤并为达赉苏木）的所在地。该庙俗称“查干诺尔庙”。
- 镶红旗第一佐庙：建于1944年，也位于原来的杭乌拉苏木辖区，是一座36平方米土木结构的庙。[1]
- 镶红旗第二佐庙：建于1944年，是一座48平方米土木结构的庙，位于查干诺尔。[1]
- 镶红旗第三佐庙：建于1944年，是两间土木结构的小庙。[1]